# Richard Sievers
Richard Sievers (* wahrscheinlich um 1660 im Raum Hamburg; † 1700 in Bombay) war ein Piratenkapitän, der ab 1695 mehrere Jahre lang im Indischen Ozean aktiv war. Obwohl er der vermutlich einzige deutsche Pirat von internationalem Rang war, ist er so gut wie unbekannt geblieben.

## Vorgeschichte: Die Faszination des „Mohrengoldes“
Im ausgehenden 17. Jahrhundert war der Indische Ozean für etwa ein Jahrzehnt das Zentrum der Hochseepiraterie. Angelockt von den sagenhaften Reichtümern der indischen Pilgerflotte, die jedes Jahr vom Mogulreich ins Rote Meer segelte, strömten Piraten aus aller Herren Ländern in den Osten, um hier ihr Glück zu machen.
Begonnen hatte alles in der ersten Hälfte des Jahres 1694, als Thomas Tew mit dem Schiff Amity in den Hafen von Newport (Rhode Island) eingelaufen war. Die Nachricht von den Reichtümern, welche die Neuankömmlinge von den „Mohren“ erbeutet hatten, verbreitete sich ungemein rasch, und schon bald machten sich zahlreiche Abenteurer und Glücksritter nach Osten auf, um es ihnen gleichzutun.

## Sievers’ Raubfahrten im Indischen Ozean

### Die erste Fahrt (Dezember 1694 – November 1695)
Einer der Männer, die dem Lockruf des Goldes damals folgten, war auch Richard Sievers. Wie bei den meisten Piraten ist über das Leben, das er führte, bevor er sich der Piraterie verschrieb, kaum etwas bekannt. Zur See dürfte er wohl schon als Junge gefahren sein, hauptsächlich auf englischen Schiffen. Irgendwann im Herbst 1694 war er in Newport aufgetaucht, um sich nach einer lukrativen Heuer umzusehen. Das Schiff, auf dem Sievers schließlich anheuerte, war die Portsmouth Adventure, eine mit sechs Kanonen bestückte Bark, die von einem ehemaligen Besatzungsmitglied der Amity für eine Kaperfahrt in den Indischen Ozean ausgerüstet wurde. Sievers muss zu diesem Zeitpunkt schon über eine beträchtliche seemännische Erfahrung verfügt haben, da er als Navigator angeheuert wurde, wodurch er nach dem Kapitän der zweite Mann an Bord war.
Ende Dezember 1694 stach die Portsmouth Adventure mit ihrer knapp 60 Mann zählenden Besatzung in See. Im April 1695 erreichte das Schiff Madagaskar und segelte im Juni weiter in Richtung Rotes Meer. Auf dem Weg dorthin schlossen sich der Portsmouth Adventure zwei weitere Piratenschiffe an, darunter die von Henry Every kommandierte Fancy. Gemeinsam lauerten die drei Schiffe auf der arabischen Seite des Bab el-Mandeb, in einer geschützten Bucht der Insel Perim, auf die Pilgerflotte. Angeführt von Thomas Tews Amity gesellten sich später noch drei weitere Piratenschiffe hinzu.
Rund fünf Wochen warteten die Besatzungen der sechs Schiffe nun in der sommerlichen Gluthitze Arabiens, ohne etwas von der Pilgerflotte zu sehen. Es war eine böse Überraschung für die Seeräuber, als sie schließlich erfuhren, dass sie von der Pilgerflotte zweimal unbemerkt passiert worden waren und sich diese bereits wieder auf der Heimreise nach Indien befand. Nun begann eine wochenlange Verfolgungsjagd, während der die Piratenflotte immer weiter auseinanderfiel. Schließlich konnte nur noch die Portsmouth Adventure den beiden führenden Schiffen, die Every kommandierte, folgen. Allerdings war auch sie zu langsam, um sich aktiv an dem Coup beteiligen zu können, der Every und seine Männer im September reich und berühmt machte: die Erbeutung der beiden voll mit Schätzen beladenen Pilgerschiffe Fath-i Mahmamadi und Ganj-i Sawai. Dementsprechend gingen Sievers und seine Kumpane bei der Verteilung der riesigen Beute leer aus. Nachdem sich die Piratenschiffe voneinander getrennt hatten, nahm die Portsmouth Adventure Kurs auf die zu den Komoren gehörende Insel Mayotte, wo sie Anfang November 1695 eintraf.

### Die zweite Fahrt (Juni 1696 – Juni 1697)
Auf der Komoreninsel wurde die nicht mehr seetüchtige Portsmouth Adventure aufgegeben. Erst als im Mai 1696 die aus Boston stammende und mit 18 Kanonen bewaffnete Schebecke Resolution erschien, bot sich den Piraten die lang ersehnte Gelegenheit, Mayotte wieder zu verlassen. Im Juni nahm die Resolution mit ihren über hundert Besatzungsmitgliedern, darunter auch Sievers, Kurs auf das Bab el-Mandeb, um hier das Eintreffen der Pilgerflotte abzuwarten. Ein Erfolg blieb der Resolution jedoch versagt. Die daraus resultierenden Spannungen gipfelten schließlich Anfang September in der Absetzung des Kapitäns und Miteigentümers des Schiffes, Robert Glover, durch die unzufriedene Besatzung. Die Meuterer entledigten sich Glovers und seiner 24 Parteigänger schließlich, indem sie diese zwangen, auf eine bei Rajapur gemachte Prise umzusteigen. Anschließend wählten die etwa 90 auf der Resolution verbliebenen Piraten Sievers zu ihrem neuen Kapitän.
In den folgenden Wochen machten die Piraten während ihrer Fahrt entlang der Malabarküste zwar zwei Prisen, doch hatten beide keine wertvolle Ladung an Bord. Am Morgen des 3. Dezember 1696 erreichte die Resolution Calicut, wo die Piraten handstreichartig vier im Hafen liegende Schiffe eroberten. Keines hatte jedoch besonders kostbare Güter geladen. Sievers versuchte nun, von den Stadtbewohnern ein Lösegeld von 10.000 Pfund Sterling für die Prisen zu erpressen. Sein Versuch scheiterte jedoch daran, dass den Stadtbewohnern wenige Tage später eine Flottille der Marathen zu Hilfe kam, wodurch die Resolution gezwungen war, Calicut fluchtartig zu verlassen. Nach diesem neuerlichen Fehlschlag kreuzten die Piraten noch bis Februar 1697 in den Gewässern vor der Südspitze Indiens, erbeuteten aber lediglich ein dänisches Schiff, dessen Ladung völlig wertlos war. Da sie bereits rund zehn Monate auf See waren, nahmen die Seeräuber nun Kurs auf die vor der Nordostküste Madagaskars gelegene Insel Sainte Marie, die den Piraten im Indischen Ozean als Schlupfwinkel diente.

### Die dritte Fahrt (Oktober 1697 – Juli 1698)
Von Sainte Marie aus stachen Sievers und seine Besatzung im Oktober 1697 mit der mittlerweile in Soldado umbenannten Resolution wieder in See. Als neues Ziel hatten sie die Straße von Malakka ausgewählt, in der sie den reich beladenen Schiffen, die zwischen Indien, China und den Gewürzinseln unterwegs waren, auflauern wollten. Nach wochenlangem Warten konnte die Besatzung der Soldado hier eine chinesische Dschunke aufbringen, doch war der Wert ihrer Ladung sehr gering. Um der zunehmenden Unruhe an Bord vorzubeugen, beschloss Sievers das Operationsgebiet wieder in die Gewässer an der Südspitze Indiens zu verlegen. Kurz darauf, im April 1698, kaperten die Seeräuber hier den englischen Zweimaster Sedgewick, der Pfeffer geladen hatte. Da es aber keine Möglichkeit gab, die Pfefferladung irgendwo sicher und gewinnbringend abzusetzen, und auch die herrschenden Windverhältnisse den Abbruch der Kaperfahrt ratsam erscheinen ließen, nahmen die Piraten wieder Kurs auf Madagaskar.

### Die vierte Fahrt (Juli 1698 – Dezember 1698 oder Januar 1699)
Der Ausgangspunkt der im Juli 1698 beginnenden letzten Fahrt der Soldado war die Bucht von Saint Augustin im Südwesten Madagaskars. Das Ziel der Seeräuber war erneut die Pilgerflotte, der sie diesmal nicht im Roten Meer, sondern in den Gewässern vor ihrem Heimathafen Surat auflauern wollten. Im September bekam die Soldado in den Gewässern vor Surat Gesellschaft von der Fregatte Resolution, die Robert Culliford kommandierte. Sievers und Culliford beschlossen zusammenzuarbeiten und jegliche Beute zu teilen, die sie machen würden. Kurz nachdem am 17. September ein Geleitzug von mehr als 20 Pilgerschiffen gesichtet, wegen seiner starken Bedeckung jedoch nicht angegriffen worden war, tauchte ein neues Piratenschiff auf: die aus Rhode Island kommende und von Joseph Wheeler kommandierte Pelican.
Die große Chance für die Seeräuber kam, als am 3. Oktober 1698 ein allein segelnder Dreimaster am Horizont auftauchte. Es handelte sich dabei um die Mohammed, einen Nachzügler der Pilgerflotte, der schon nach kurzer Verfolgungsjagd in die Reichweite der Geschütze der Soldado geriet und mehrmals schwer getroffen wurde. Als Sievers die Soldado längsseits gehen ließ, feuerten auch die Inder eine Breitseite ab, die einigen Schaden anrichtete. Sievers’ Besatzung hatte die Mohammed geentert, noch ehe die beiden anderen Piratenschiffe überhaupt eingreifen konnten. Der Widerstand der Inder war rasch gebrochen, und die Piraten begannen die mit mehreren hundert Pilgern besetzte Mohammed zu plündern. Jetzt stellte sich heraus, dass die Mannschaft der Soldado bei einem Verlust von nur zwei Mann geradezu märchenhafte Schätze erbeutet hatte: Rund 65.000 Gold- und Silbermünzen, etwa tausend Unzen Goldstaub, drei Truhen prachtvoller Korallen, zwei Säcke voller Perlen und große Mengen kostbarer Handelswaren fanden sich an Bord. Der Wert der Beute belief sich auf rund 120.000 Pfund, wobei in dieser Summe die Handelswaren noch nicht einmal eingerechnet waren. Gemäß ihrer Übereinkunft teilten Sievers und Culliford die Beute, die Mannschaft der Pelican, mit der keine Abmachung getroffen worden war, erhielt lediglich ein „Gnadengeschenk“ von rund 1.000 Pfund. Anschließend machten sich die Piraten mit der Mohammed auf nach Süden. Ihre Passagiere waren einfach in den Beibooten auf See ausgesetzt worden – ohne Proviant und Riemen. Nur rund 80 Pilger, darunter viele Frauen, waren an Bord behalten worden, wohl um den Piraten als Arbeitssklaven oder zur Befriedigung ihrer Gelüste zu dienen.
In einer Flussmündung bei Rajapur wurden die meisten der noch verbliebenen Passagiere an Land gesetzt und die Beute unter der Besatzung der Soldado verteilt. Jeder der etwas mehr als hundert Männer erhielt einen Anteil von rund 600 Pfund – eine gewaltige Summe in einer Zeit, in der ein einfacher Seemann nicht mehr als zwei bis drei Pfund im Jahr verdiente. Als Kapitän standen Sievers sogar zwei Anteile zu. Mit der in Soldado umbenannten Mohammed – ihre alte Soldado hatten sie versenkt, da sie nicht mehr seetüchtig war – stachen die Piraten anschließend wieder in See. Nachdem sie noch ein portugiesisches Schiff erbeutet und in Onore Proviant erpresst hatten, segelten Sievers und Culliford mit ihren Männern zurück nach Sainte Marie, wo sie um die Jahreswende 1698/99 eintrafen.

### Sievers’ Ende
Auf Sainte Marie trennten sich die Wege der Piraten endgültig. Getarnt als Passagiere gingen viele von ihnen mit ihren Reichtümern an Bord verschiedener Handelsschiffe, die hierher gesegelt waren, um einträgliche Geschäfte mit den Piraten zu machen. Sievers und 18 andere Seeräuber verließen Madagaskar Anfang Mai 1699 mit der Brigantine Margaret, um auf die Bahamas zu gelangen. Ende Dezember zwang ein Sturm den Kapitän der Margaret, der an der Westküste Madagaskars noch eine Ladung Sklaven an Bord genommen hatte, den holländischen Stützpunkt am Kap der Guten Hoffnung anzulaufen. Hier endete die Fahrt für Sievers und seine Kumpanen. Am Kap lag die Loyal Merchant, ein Dreimaster der East India Company. Zur Bekämpfung des Piratenunwesens war ihr Kapitän, Matthew Lowth, ermächtigt worden, alle der Piraterie verdächtigen Schiffe zu durchsuchen. Sievers und seine Kumpanen wurden verhaftet und als Gefangene an Bord der Loyal Merchant gebracht. Die Amnestie, die der englische König in einer Proklamation vom Dezember 1698 reuigen Piraten zugesichert hatte und auf die sie sich nun beriefen, nützte ihnen nichts. Sie blieben Gefangene und wurden mit der Loyal Merchant nach Bombay, dem wichtigsten Stützpunkt der East India Company, gebracht. Am 15. Juni wurden Sievers und die übrigen Piraten im Dongri Fort eingekerkert. Die entsetzlichen Haftbedingungen und das während der Monsunzeit kaum erträgliche Klima Bombays forderten schon bald die ersten Todesopfer unter den Piraten. In der zweiten Hälfte des Jahres 1700 starb auch Richard Sievers und wurde vermutlich in einem namenlosen Grab im englischen Friedhof Bombays verscharrt.